# Chrysopilus guttulatus
Chrysopilus guttulatus är en tvåvingeart som beskrevs av de Meijere 1914. Chrysopilus guttulatus ingår i släktet Chrysopilus och familjen snäppflugor. Inga underarter finns listade i Catalogue of Life.